# 39741 Komm
Komm (asteroide 39741) é um asteroide da cintura principal. Possui uma excentricidade de 0.34957570 e uma inclinação de 6.33676º.
Este asteroide foi descoberto no dia 9 de janeiro de 1997 por Roy A. Tucker em Goodricke-Pigott.